# Barrio La Ermita
El barrio La Ermita es un barrio del municipio de San Benito, del departamento de Petén (Guatemala).

## Toponimia
El área que alberga el municipio de San Benito fue poblada en épocas remotas por los mayas. El barrio de la Ermita es el más antiguo y dio origen al actual municipio de San Benito. En él se ha desarrollado principalmente la actividad educativa y cultural del municipio. Antiguamente se llamaba barrio Playa Blanca.

## Geografía
Se encuentra junto al lago Petén Itza, por lo que sufre su ciclo de aumento y descenso en el nivel de sus aguas, lo que ha ocasionado inundaciones, deterioro y abandono de las edificaciones. Esto ha afectado negativamente la vitalidad del espacio urbano, generando la presencia de nuevos usos de suelo no acordes con este espacio urbano.

## Flora y fauna
En los últimos años se han venido dando muchos incendios forestales en el departamento del Petén, lo que ha dañado el medio ambiente y ha ocasionado la pérdida de flora y fauna. El comportamiento de los incendios forestales ha sido fluctuante. Así en 1998, la incendencia de los incendios tuvo su máxima expresión por el efecto del fenómeno de El Niño, que produjo la reducción de las precitaciones y la prolongación de la época seca.

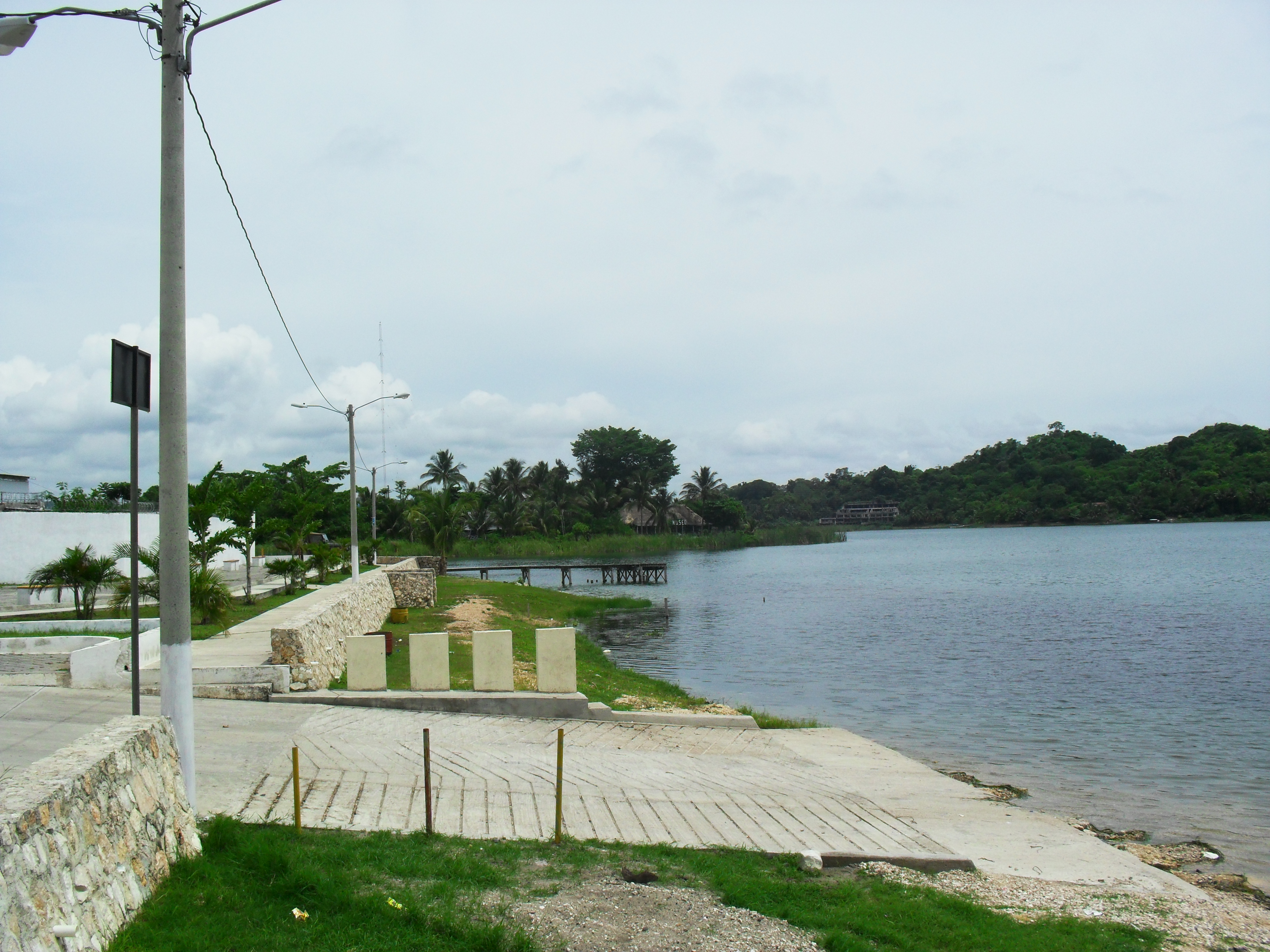
La orilla de la Playa del Barrio La Ermita.

## Actividades
En un principio, solo el Barrio la Ermita constituyó el municipio de San Benito, por lo que allí se establecieron las primeras escuelas. Las antiguas tradiciones y costumbres del pueblo petenero aún perduran en este barrio: la celebración de la Feria Patronal en honor al santo patrón San Benito de Palermo del 25 de marzo al 3 de abril, la novena religiosa, las actividades de las vueltas de la Chatona y El Caballito y los actos culturales en la Concha Acústica, las procesiones de la Semana Santa, las posadas, las llevaderas de niños y la confección de nacimientos. 
- Datos: Q5720574